# 基比亚 (圣经地名)
31°49′24.14″N 035°13′52.14″E / 31.8233722°N 35.2311500°E
基比亚（希伯來語：‎，意为“山”），其他的名称包括便雅悯的基比亚或扫罗的基比亚。据信该地点就是今日的 Tell el-Ful （阿拉伯文意为“豆丘”），是 现代耶路撒冷Pisgat Ze'ev街区旁边的一个小山。
它位于便雅悯高原中部，耶路撒冷以北3英里，海拔2,754英尺。
1868年，查尔斯·沃伦首次发掘其遗址，1922年威廉·奥尔布赖特开始进行他的发掘，他的著作发表于1960年。 P.W. Lapp 拉普于1964年进行了6周的抢救挖掘。 
古代
- 便雅悯分配 - 约书亚记18:28
- 非尼哈的基比亚位于今Awarta，是他的父亲，亚伦的儿子以利亚撒安葬的地方  - 约书亚记24:33
- 利未人的妾在此被轮奸致死，并因此爆发基比亚战役（以色列人内战） - 士师记19-21
- 以色列第一位国王扫罗王从基比亚统治38年 - 撒母耳记上 8-31
- 分裂时期的预言提到 - 何西阿书 5:8, 9:9, 10:9; 以赛亚书10:29
- 公元70年，罗马军团攻击耶路撒冷期间，驻扎在此 - 犹太战记

现代
- 约旦国王侯赛因在Tel el-Ful开始修建皇宫（英语：Royal Palace, Tell el-Ful），但由于六日战争爆发而停止。由于以色列赢得了战争，侯赛因国王的宫殿没有完成，现在仍然只有建筑物的骨架。